# یونیتی هلث تورنتو
یونیتی هلث تورنتو (انگلیسی: Unity Health Toronto) یک شبکهٔ بیمارستانی کاتولیک در شهر تورنتو کاناداست که در سال ۲۰۱۷ با ادغام سه مرکز درمانی قدیمی بنیان نهاده شد. این مجموعه، بزرگترین شبکهٔ بیمارستانی کاتولیک در کشور کاناداست و مدیر عامل فعلی آن «تیم راتلج» است.

## بیمارستان‌های تابعه
- خدمات درمانی پراویندس (تأسیس در سال ۱۸۵۷) - یک بیمارستان توان‌بخشی ۲۴۵ تخت‌خوابی واقع در اسکاربرو که مراقبت‌های طولانی‌مدت و تسکینی برای سالمندان فراهم می‌آورد.
- مرکز سلامت سنت جوزف (تأسیس در سال ۱۹۲۱) - یک بیمارستان توان‌بخشی ۳۷۶ تخت‌خوابی در غرب تورنتو
- بیمارستان سنت مایکل (تأسیس در سال ۱۸۹۲) - یک بیمارستان آموزشی ۴۶۳ تخت‌خوابی در هسته شهر تورنتو که یکی از دو مرکز درجه یک تروما در کلان‌شهر تورنتو است و دارای خدمات آمبولانس هوایی است.